# Cinque Vie
Cinque Vie is een klein dorp (curazia) in de gemeente Serravalle in San Marino.